# はまっ子ふれあいスクール
はまっ子ふれあいスクールとは、横浜市の小学校および特別支援学校で実施している児童の放課後支援である。

## 概要
- 参加希望者は届けを出すことになっている。平日の放課後、土曜日（一部の学校）、長期休業時に支援を行っている。児童は帰りの学活、クラブ活動終了後、はまっ子ルームに向かい、校庭、体育館、はまっ子ルームで野球、サッカー、バスケ、一輪車、縄跳び、ボードゲーム、トランプ、読書、お絵かき、折り紙、宿題などをして友達や一人、指導員と一緒にして過ごしている。
- 指導員の方は横浜市立小学校教員のOB、教員経験者、PTAの役員、主婦、学生などである。指導員はチーフパートナー（責任者）とアシスタントパートナーがいる。チーフパートナーは元横浜市立小学校の教員OBの方がほとんどである。他にも地域の適任者や横浜市立の中学校・高等学校・特別支援学校の元教員や県内の公立学校の教員もいる。元教員の中には管理職経験の方もいる。
- 外部の方を招いてイベントを行うこともある。
- 参加費は無料。キッズ（充実型）は夕方6時以降は費用がかかる。ただし、保険料を納める必要がある。